# Slania
Slania is het tweede studioalbum van de Zwitserse folkmetalband Eluveitie. Het album is uitgegeven onder contract bij Nuclear Blast op 15 februari 2008 in Duitsland, Zwitserland en Oostenrijk. De rest van Europa volgt op 18 februari.

## Nummers
1. Samon
2. Primordial Breath
3. Inis Mona
4. Gray Sublime Archon
5. Anagantios
6. Bloodstained Ground
7. The Somber Lay
8. Slanias Song
9. Giamonios
10. Tarvos
11. Calling The Rain
12. Elembivos